# إدي ولستنهولم
إدي ولستنهولم (بالإنجليزية: Eddie Wolstenholme)‏ هو لاعب كرة قدم وحكم كرة قدم بريطاني، ولد في 1954 في برستون في المملكة المتحدة. لعب مع Bamber Bridge F.C. ‏.